# ヤイマ・オルティス
ヤイマ・オルティス・チャーロ（Yaima Ortíz Charro、1981年11月9日 - ）は、キューバの元女子バレーボール選手。ハバナ出身。現役時代のポジションはアウトサイドヒッター、リベロ。元キューバ代表。

## 来歴
2001年、キューバ代表に初選出される。代表チームでは跳躍力を武器にアウトサイドヒッターとして活躍。2007年にはリベロとして出場していた。世界選手権、ワールドカップ、オリンピックの世界三大大会にはそれぞれ2大会連続出場した。
2004年のアテネ五輪で銅メダルを獲得した。2007年の北中米選手権で金メダルを、2008年のワールドグランプリで銀メダルを獲得した。
2010年より活躍の場を海外に移し、ロシア、アゼルバイジャン、トルコリーグでプレーしていた。

## 球歴
- オリンピック - 2004年（銅メダル）、2008年（4位）
- 世界選手権 - 2002年（5位）、2006年（7位）
- ワールドカップ - 2003年（6位）、2007年（4位）

## 所属クラブ
- Ciudad Habana（2002-2004年）
- Dynamo-Yantar Kaliningrad（2004-2005年）
- ウラロチカ・エカテリンブルク（2005-2006年）
- Ciudad Habana（2006-2010年）
- Omitchka Omsk（2010-2011年）
- イトゥサチ・バクー（2011年）
- ディナモ・モスクワ（2011-2012年）
- Sarıyer Belediyesi（2012-2013年）